# Cynthia Potter
Pour les articles homonymes, voir Potter.
Cynthia Potter, née le 27 août 1950 à Houston, est une plongeuse américaine.

## Carrière
Cynthia Potter remporte la médaille d'or du tremplin à 3 mètres de l'Universiade d'été de 1970. Elle est médaillée de bronze en tremplin à 3 mètres aux Jeux panaméricains de 1975 et aux Jeux olympiques d'été de 1976 ; elle remporte ensuite une médaille d'argent aux Championnats du monde de natation 1978.
Elle rejoint l'International Swimming Hall of Fame en 1978.